# D'Heye

D'Heye is een natuurgebied in de West-Vlaamse gemeenten Bredene en De Haan, gelegen ten zuidwesten van de wijk Vosseslag. Tijdens het interbellum was er hier een hippodroom.
In 1993 werd dit gebied beschermd en het wordt beheerd door het Agentschap voor Natuur en Bos. Het is onderdeel van Natura 2000-gebied Duingebieden inclusief IJzermonding en Zwin.
Het gebied bestaat uit oude binnenduinen van meer dan 1000 jaar oud, die een kalkarm karakter hebben. Ook zijn er heide, struweel, akkers en weilanden.
Naast planten van kalkarme bodems, zoals struikheide, zandblauwtje, klein tasjeskruid, muizenoor en draadklaver, zijn er ook diepwortelende, kalkminnende soorten als duindoorn en geel walstro aan te treffen. De duinen zijn namelijk kalkarm geworden door eeuwenlange uitspoeling, dus diep in de bodem is nog wel kalk aanwezig.
Het gebied is rijk aan vlinders, zoals: oranje zandoogje, bruin zandoogje, heivlinder, kleine vuurvlinder en bruin blauwtje.
D'Heye is, vanwege de kwetsbaarheid van het gebied, slechts toegankelijk bij geleide wandelingen.